# Tigranes V
Tigranes V (Armeens: Տիգրան, Grieks: Τιγράνης) († Rome, 36 n.Chr.) was van vermoedelijk 6 tot 10 na Chr. koning van Armenië.
Tigranes was een kleinzoon van Archelaüs van Cappadocië (via zijn moeder Glaphyra) en van Herodes de Grote (via zijn vader Alexander). Hij verkreeg het koningschap over Armenië uit handen van keizer Augustus, vermoedelijk mede dankzij de nauwe banden die zijn beide grootvaders onderhielden met de keizerlijke familie. De aristocratie accepteerden zijn benoeming echter niet, omdat hij niet uit de koningsdynastie van Artaxiaden stamde. Zij kwamen tegen Tigranes in opstand en schoven Erato, de dochter van Tigranes III, naar voren, die Tigranes uiteindelijk uit de heerserspositie wist te verdrijven.
In later tijd verdachten de Romeinen Tigranes ervan een pact met de Parthen gesloten te hebben. Op last van keizer Tiberius werd hij gevangengenomen en naar Rome gebracht. Daar overleed hij in gevangenschap in 36 na Chr.